# Cattedrale di Paisley
La cattedrale di San Mirin (in inglese Cathedral of St. Mirin) è situata nella città di Paisley, in Scozia, in Incle Street, all'incrocio con Glasgow Road, ed è la cattedrale cattolica della diocesi di Paisley.

## Storia
La chiesa di San Mirin fu completata nel 1931 vicino al luogo della primitiva chiesa omonima, che risaliva al 1808. L'edificio originale è stata la prima la chiesa cattolica in pietra costruita in Scozia dopo la Riforma.
L'attuale edificio è stato elevato a cattedrale nel 1948, dopo l'erezione della diocesi nel 1947.

## Descrizione
L'edificio, realizzato su progetto dell'architetto fu Thomas Baird, è in stile neoromanico, con l'esterno in arenaria e un arioso interno ad arco. Il coro è principalmente in marmo italiano. Escludendo il coro, la cattedrale misura 33,22 metri di lunghezza ed ha una larghezza di 14,78 metri. Il coro misura 8,99 metri di larghezza e 7.09 metri di profondità ed è in forma semi-ottagonale.
Di particolare interesse sono il pulpito è dello studio Gillespie, Kidd e Coia, con una rappresentazione del discorso della montagna scolpita in rilievo su arenaria, e le stazioni della Via Crucis disegnate da Kenneth King of Dublin, in stile Art Déco. Nel abside quattro finestre tripartiti in vetro colorato raffigurano dodici angeli. Nel primo battistero sul lato nord del vestibolo è posta una vetrata raffigurante Gesù con i bambini, opera di Charles Baillie, mentre il santuario di San John Ogilvie di Norman Galbraith si trova sul lato sud.